# 존 스튜어트 (희극인)
존 스튜어트(Jon Stewart, 1962년 11월 28일 ~ )는 미국의 희극인, 작가, 배우, 텔레비전 진행자이다.

## 출연 작품

### 영화
- 빅대디
- 패컬티
- 이프: 상상의 친구 - 로봇 역 (목소리)